# Brooks Otis
Brooks Otis (Boston, 10 giugno 1908 – Chapel Hill, 26 luglio 1977) è stato un critico letterario e latinista statunitense, specializzato soprattutto nelle opere di Ovidio e Virgilio.

## Biografia
Laureatosi ad Harvard nel 1929, proseguì la carriera accademica fino al 1935 (anno in cui discusse la tesi di dottorato) fondando insieme a Reuben Brower la rivista New Frontier  . Tra il 1935 e il 1957 fu all'Hobart College, prima come assistente, poi come professor in sociologia e infine come Professor of Classic. Rassegnò le dimissioni in segno di protesta nel 1957 e per un anno insegnò all'American University of Beirut, prima di accettare la posizione di Professor of Classic a Stanford. Nel 1965 contribuì alla fondazione del Center for Classical Studies a Roma. Nel 1970 succedette come Professor of Latin a T. Robert S. Broughton nella University of North Carolina. Durante il suo percorso accademico, ebbe molti riconoscimenti   . È ricordato soprattutto per i due saggi sull'epica latina, Virgil. A Study in Civilized Poetry (1963) e le due edizioni di Ovid as an Epic Poet (1966, 1977): particolarmente importante quest'ultimo saggio, che reinterpretava le Metamorfosi   ovidiane non tanto come poema epico, ma piuttosto come opera parodica dell' Eneide virgiliana. Morì nel 1977, mentre stava scrivendo un saggio su Eschilo che avrebbe dovuto far parte di una raccolta di studi e di osservazioni sulla tragedia, The Transcendence of Tragedy: il saggio, rimasto incompiuto, venne pubblicato postumo nel 1981, a cura di E. Christian Kopff che lo intitolò Cosmos and Tragedy: An Essay on the Meaning of Aeschylus.

## Pubblicazioni principali
- De Lactantii qui dicitur narrationibus Ovidianis, Harvard University Press, 1935
- Cappadocian Thought as a Coherent System, Harvard University Press, 1958
- The Throne and the Mountain: An Essay on St. Gregory Nazianzus, CLassical Association of the Middle West and South, 1961
- Virgil, a Study in Civilized Poetry (1963)
- Virgil and Clio: A Consideration of Virgil's Relation to History, University of Toronto Press, 1966
- Virgil, Clarendon Press, 1967
- Ovid as an Epic Poet, Cambridge University Press, New York, 1966 (II ed., 1977)
- Cosmos & tragedy: an essay on the meaning of Aeschylus, University of North Carolina Press (1981), pubblicato postumo, non concluso ed edito da E.Christian Kopff.